# Карвил ла Фолетјер
Карвил ла Фолетјер (фр. Carville-la-Folletière) насеље је и општина у северној Француској у региону Горња Нормандија, у департману Приморска Сена која припада префектури Руан.
По подацима из 2011. године у општини је живело 406 становника, а густина насељености је износила 93,12 становника/km². Општина се простире на површини од 4,36 km². Налази се на средњој надморској висини од 120 метара (максималној 137 m, а минималној 75 m).

## Демографија
| 1962. | 1968. | 1975. | 1982. | 1990. | 1999. | 2011. |
| ----- | ----- | ----- | ----- | ----- | ----- | ----- |
| 170   | 186   | 207   | 199   | 224   | 222   | 406   |

График промене броја становника у току последњих година